# André de Gouveia
Pour les articles homonymes, voir Gouveia.
André de Gouveia, né en 1497 à Beja et mort le 9 juin 1548 à Coimbra, est un pédagogue humaniste portugais de la Renaissance.

## Biographie
Homme d’école très en vue, Gouveia est né à Beja, au sud du Portugal. Boursier du Roi du Portugal, il fait ses études, avec son frère Antoine, au Collège Sainte-Barbe à Paris, qui est dirigé par son oncle, le recteur Diogo de Gouveia (en). Plus tard, après une formation de théologie, entre 1529 et 1534, il succède à son oncle à la direction du collège Sainte-Barbe, où il accueille Latomus lors de l’arrivée de cet humaniste à Paris.
Il revient ensuite à Paris, au collège Sainte-Barbe, et est élu recteur de l’Université de Paris en 1533. À Sainte-Barbe, il a comme régent Nicolas Cop, qui, suspect de sympathie pour Luther, doit s’enfuir en Allemagne.
En 1534, il se rend à Bordeaux et y organise le fameux collège de Guyenne où Michel de Montaigne fait ses débuts d’écolier.
À Paris, comme à Bordeaux, l’enseignement de Gouvea, qui semble, lui aussi, gagné aux idées évangéliques chères à Érasme et à Lefèvre d’Étaples, est entièrement basé sur un retour aux sources de l’antiquité chrétienne. Dans une lettre, datée de Bordeaux, du 11 août 1537, à l’ambassadeur Ruy Fernandes, il oppose la théologie fondée sur la Bible et les Pères à la traditionnelle philosophie scolastique : « la théologie qu’on apprend par la Sainte-Écriture et par les Docteurs de l’Église vaut mieux que la théologie sophistique qu’on apprend par Tateret et Durand de Saint-Pourçain ».[réf. nécessaire]
À cette époque, le roi Jean III de Portugal, veut faire entrer dans son pays les idées neuves nées, au siècle précédent, en Italie, et qui commencent à se répandre en Europe. Il crée des bourses pour que les Portugais puissent étudier à l’étranger, et entend favoriser les études au Portugal. Il remarque les dons de diplomate de Gouveia et le fait pressentir pour la fondation d’un collège où les élèves puissent se préparer à l’université. Dès 1543, il le nomme principal du Collège des Arts de Coimbra. En 1547, il quitte Bordeaux pour Coimbra emmenant ses meilleurs collaborateurs. Il fait venir de nombreux professeurs, parmi lesquels on peut citer Élie Vinet, Pedro Nunes et Diogo de Teive, dans les disciplines de théologie, mathématiques, beaux-arts, droit, hellénisme. En 1548, le collège comprend 1 200 élèves. Homme d’enseignement éminent et prédicateur d’élite, il attirait de nombreux élèves dans les institutions qu’il dirigeait.
Son oncle, fervent catholique, l’accuse de luthéranisme en raison de ses liaisons avec les réformistes. Celui-ci, tout en admettant ses relations avec Martin Luther, se défend en déclarant qu’il a toujours maintenu de bonnes relations avec le clergé catholique à Paris. Dans ses Essais (I, 1, ch. 25), Montaigne l’a appelé « le plus grand principal de France ».
Toute son œuvre est perdue, à l’exception de quelques sermons demeurés manuscrits et conservés à la bibliothèque de l’Université de Coïmbre. Ses disciples, João da Costa et Diogo de Teive, furent inquiétés par l’Inquisition portugaise. Théodore de Bèze rapporte qu’on avait donné à Gouvea le sobriquet de Sinapivorus (« mange-moutarde »).
Alors que le collège est en pleine construction, André de Gouvéa tombe brusquement malade et meurt à 51 ans, le 9 juin 1548. Les circonstances de sa mort donnent lieu à une enquête.

## Œuvres
- André de Gouveia (préf. Élie Vinet), Schola Aquitanica, Bordeaux, Simon Millanges, 1583, 63 p. (lire en ligne).

## Postérité

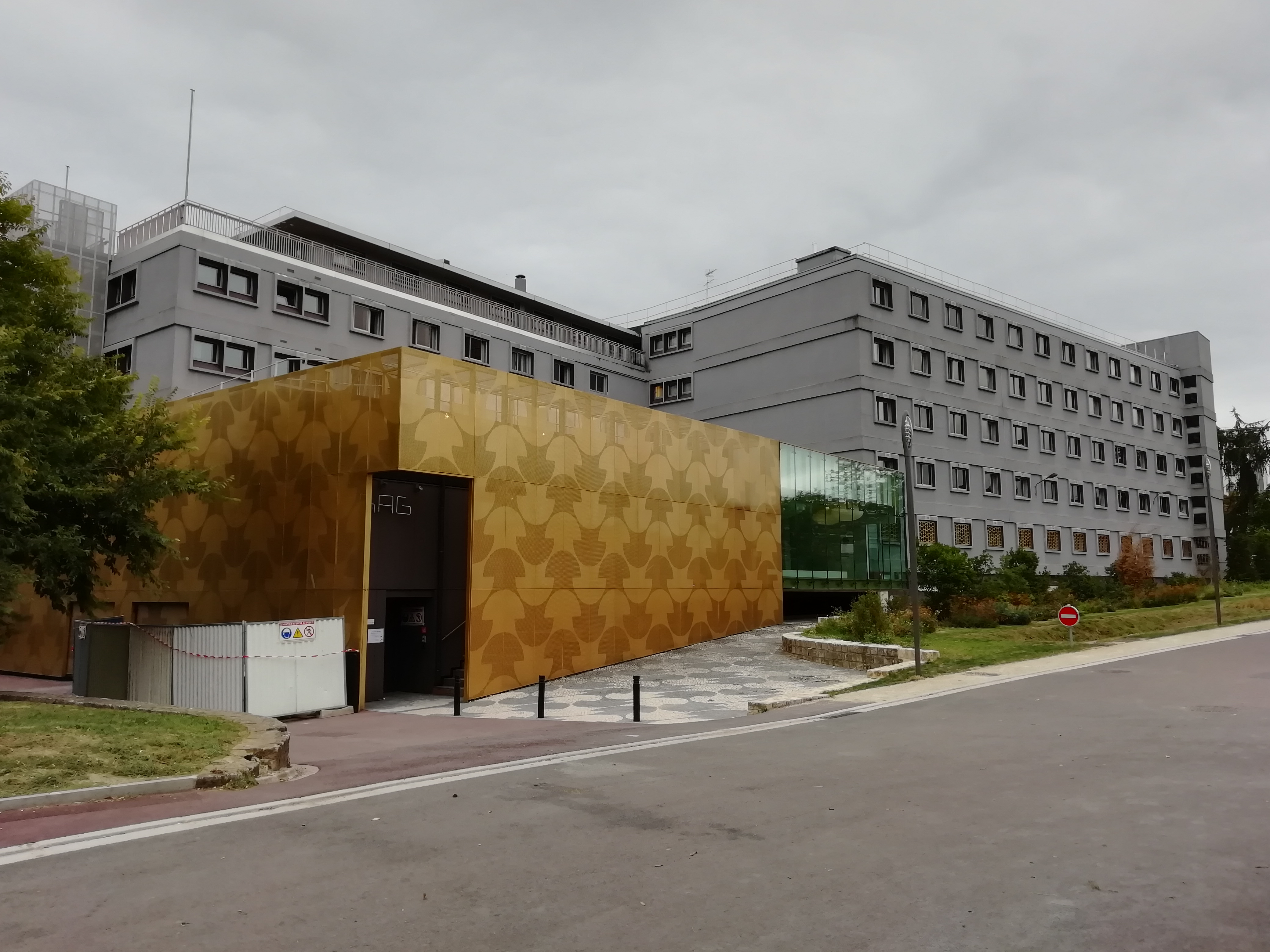
La Maison du Portugal - André de Gouveia, à la Cité internationale universitaire de Paris.

La Maison du Portugal de la Cité internationale universitaire de Paris porte son nom.

## Sources
- Bibliotheca belgica, vol. 226 à 230, 1619, lire en ligne.